# 우드블록
우드블록(영어: wood block, 이탈리아어: blocco di legno)은 목종(木鐘)이라고도 하는 목탁의 일종이며, 둥근 것과 네모진 것이 있다. 크기는 대체로 20-30cm의 것이 가장 많으며, 보통 작은북의 채로 때려서 연주한다. 특히 대형인 것은 차이니즈 우드블록이라 하며 주로 재즈에서 많이 쓴다. 이 때에는 드럼셋에 부착한다. 음높이는 넓고 음색은 굳고 둔한 울림을 낸다.

## 관련 악기
- 슬릿 드럼
- 목탁